# 최민수
최민수(崔民秀, 1962년 5월 1일(음력 3월 27일) ~)는 대한민국의 배우로, 그의 아버지 최무룡의 연예인 2세이다.

## 생애
최민수는 서울 중구 명동에서 태어났으며 한때 경기도 파주시에서 유년기를 보낸 적이 있다. 
최무룡은 1960년대와1970년대의 인기 배우로, 강효실하고는 연극 무대에서 만났다. 
최민수의 외할머니는 《눈물의 여왕》으로 유명한 배우 전옥이고 외할아버지인 강홍식은 무성영화 시기의 배우이자 가수이며, 북한 최초의 영화감독이다. 
1985년 연극 방황하는 날들로 데뷔하였다.

## 학력
- 리라국민학교 졸업
- 성동중학교 졸업
- 동북고등학교 졸업
- 서울예술전문대학 방송연예과 전문학사

## 출연작/활동

### 영화
- 1985년 《눈》 (단편영화)
- 1986년 《신의 아들》 ... 최강타 역
- 1988년 《그 마지막 겨울》 ... 인태 역
- 1988년 《벽속의 부인》
- 1988년 《그녀와의 마지막 춤을》 ... 오혜석 역
- 1990년 《남부군》 ... 김영 역
- 1990년 《남자 시장》 ... 영훈 역
- 1990년 《겨울 꿈은 날지 않는다》 ... 신길우 역
- 1991년 《아그네스를 위하여》 ... 황미호 역
- 1992년 《자전거를 타고 온 연인》 (우정출연)
- 1992년 《미스터 맘마》 ... 형준 역
- 1992년 《결혼 이야기》 ... 김태규 역
- 1993년 《바람부는 날이면 압구정동에 가야한다》 ... 조현재 역
- 1993년 《가슴 달린 남자》 ... 최형준 역
- 1993년 《망각속의 정사》
- 1993년 《밀월여행》
- 1994년 《헐리우드 키드의 생애》 ... 임병석 역
- 1994년 《나는 소망한다 내게 금지된 것을》 (특별출연)
- 1994년 《블루시걸》 ... 하일(목소리) 역
- 1995년 《테러리스트》 ... 오수현 역
- 1995년 《사랑하기 좋은 날》 ... 공인회계사 형준 역
- 1995년 《아찌 아빠》 ... 영수 역
- 1995년 《리허설》 ... 민수 역
- 1996년 《나에게 오라》 ... 정석 역
- 1996년 《피아노 맨》 ... 피아노맨 역
- 1997년 《인샬라》 ... 한승엽 역
- 1997년 《블랙잭》 ... 오세근 역
- 1998년 《죽이는 이야기》 ... 개눈 역(특별출연)
- 1998년 《남자이야기》 ... 봉만 역
- 1999년 《유령》 ... 202 역
- 2000년 《주노명 베이커리》 ... 주노명 역
- 2000년 《리베라 메》 - 조상우 역
- 2001년 《조폭 마누라》 ... 엔딩 칼잡이 대결남 역(특별출연)
- 2002년 《예스터데이》 ... 골리앗 역
- 2002년 《서울》 ... 서울지방경찰청 형사부장 김윤철 총경 역
- 2003년 《청풍명월》 ... 지환 역
- 2005년 《신화 - 진시황릉의 비밀》 ... 고조선 장군 역(특별출연)
- 2006년 《홀리데이》 ... 교도소 부소장 김안석 역
- 2006년 《조폭마누라 3》 ... 사시미 역(특별출연)
- 2011년 《최민수의 어쌔씬 코드》 ... 칼 킴 역
- 2014년 《개를 훔치는 완벽한 방법》 ... 노숙자 역
- 2023년 《웅남이》 ... 이정식 역

### 드라마
- 1987년 KBS2 일일연속사극 《꼬치미》
- 1991년 MBC 단막극 《MBC 베스트극장 - 한여름밤의 꿈》
- 1991년 MBC 주말연속극 《고개숙인 남자》 ... 인수 역
- 1991년 MBC 주간드라마 《무동이네 집》 ... 이수현 역
- 1991년 MBC 주말연속극 《사랑이 뭐길래》 ... 이대발 역
- 1993년 MBC 주말연속극 《엄마의 바다》 ... 이동재 역
- 1993년 MBC 미니시리즈 《걸어서 하늘까지》 ... 물새 정호 역
- 1995년 SBS 미니시리즈 《모래시계》 ... 박태수 역
- 1998년 SBS 미니시리즈 《백야 3.98》 ... 북한 인민무력부 권택형 소좌 역
- 2000년 SBS 미니시리즈 《사랑의 전설》 ... 민석 역
- 2003년 SBS 미니시리즈 《태양의 남쪽》 ... 강성재 역
- 2004년 MBC 주말연속극 《한강수타령》 ... 신률 역
- 2007년 MBC 미니시리즈 《태왕사신기》 ... 대장로 역
- 2009년 SBS 연말특집극 《아버지의 집》 ... 강만호 역
- 2010년 MBC 미니시리즈 《로드 넘버원》 ... 윤삼수 대위 역
- 2011년 SBS 미니시리즈 《무사 백동수》 ... 천 역
- 2012년 JTBC 미니시리즈 《해피 엔딩》 ... 김두수 역
- 2012년 SBS 미니시리즈 《신의》 ... 문치후 역(특별출연)
- 2012년 KBS2 단막극 《KBS 드라마 스페셜 - 태권, 도를 아십니까》 ... 도현 부 역
- 2013년 KBS2 미니시리즈 《칼과 꽃》 ... 연개소문 역
- 2014년 MBC 미니시리즈 《오만과 편견》 ... 문희만 역
- 2016년 SBS 특집드라마 《영주》 ... 만식 역
- 2016년 SBS 월화드라마 《대박》 ... 숙종 역
- 2017년 tvN 월화드라마 《그녀는 거짓말을 너무 사랑해》 ... 강인우 역
- 2017년 MBC 미니시리즈 《죽어야 사는 남자》 ... 사이드 파드 알리 백작 / 장달구 역
- 2018년 tvN 토일드라마 《무법 변호사》 ... 안오주 역
- 2020년 Netflix 오리지널 드라마 《인간수업》 ... 이왕철 역
- 2023년 MBC 금토드라마 《넘버스 : 빌딩숲의 감시자들》 … 한재균 역
- 2025년 MBC 금토드라마 《모텔 캘리포니아》 … 지춘필 역

### 연극
- 1985년 《방황하는 별들》

### 방송/예능
- 1991년 KBS 가족오락관
- 1996년 KBS 가족오락관(598회)
- 2006년 KBS 해피선데이 - 최민수 김제동의 품행제로
- 2006년 MBC 놀러와 81회
- 2007년 MBC 황금어장 26회, 무릎팍 도사 - 초대 게스트 역
- 2011년 MBC 추억이 빛나는 밤에 3, 4회
- 2011년 MBC 놀러와 339, 340회
- 2011년 SBS 일요일이 좋다 184회 런닝맨 - 런닝맨 헌터 역
- 2011년 SBS 일요일이 좋다 185회 런닝맨 - 런닝맨 헌터 역
- 2012년 SBS 일요일이 좋다 250회 런닝맨 - 런닝맨 헌터 역
- 2013년 JTBC 행쇼》 ... MC
- 2013년 SBS 힐링캠프
- 2015년 KBS 나를 돌아봐
- 2015년 TV조선 엄마가 뭐길래
- 2016년 Mnet 너의 목소리가 보여 시즌 3 1회
- 2016년 KBS 불후의 명곡 - 전설을 노래하다
- 2017년 MBC 미스터리 음악쇼 복면가왕 - 꼬꼬마 인디언
- 2017년 KBS 신드롬맨
- 2017년 MBC 은밀하게 위대하게
- 2017년 MBC 라디오스타
- 2017년 tvN 둥지탈출

### 그 외 방송/예능
- 12시 올스타쇼
- 토요일 토요일은 즐거워[1]
- 연예가중계
- 도전 추리특급
- 집중 퀴즈테크
- 쇼 파노라마
- 밤으로가는쇼
- 토요일7시가좋다
- 이숙영의 수요스페셜
- KBS 빅쇼
- 노영심이 여는 세상
- TV데이트
- 이소라의 프로포즈
- 놀러와
- 황금어장- 무릎팍도사
- 추억이 빛나는 밤에
- 강심장
- 일요일이좋다 - 런닝맨
- 황금어장- 라디오스타
- 엄마가 뭐길래

### 앨범
- 2006년 최민수 록산밴드 - The Men′s Story
- 2013년 36.5˚C - Smoky Mountain

### 단체
- 2017년 본스타트레이닝센터[2] 대표원장

### 광고
- 롯데웰푸드 엑센트콘
- 보라매
- 삼성전자 초미니카세트 - POKA
- 바로크가구
- 금강제화 리차드
- 해태제과 티라미스케익
- 오리온 센스민트
- 빙그레 캡틴
- 해태상사 코튼클럽
- 동아오츠카 로얄디
- 국제약품 고프레티엘
- 기아 스포티지
- GV2
- 일양약품 원비에프
- DL모터스 어드벤스
- 보령메디앙스 로얄 누크
- 롯데웰푸드 마이웨이
- 남양유업 내몸에 대추
- 오비맥주 카스
- 세정그룹 인디안모드
- SK엔무브 ZIC
- 반도스포츠 파르텐자
- 세종텔레콤 세계전화 008
- 윤선생영어교실
- 천일식품 새우볶음밥 (부인 강주은과 출연)
- NH농협은행
- 러시 앤 캐쉬 (부인 강주은과 출연)
- 남양유업 우유 속 진짜 바나나과즙 듬뿍
- 금강 금강제화상품권
- 무신천하 온라인 게임
- 노스케이프 등산복 (배우 하지원과 출연)
- 팔도 왕뚜껑

### 홍보대사
- 부산광역시 명예소방관
- 이투비 홍보담당
- 고구려역사기념관 건립 범국민 추진위원회 홍보대사
- 대한검도회 홍보대사
- 환경부 제2기 환경홍보사절

## 수상 및 후보
| 연도 | 시상식                      | 부문                             | 작품                         | 결과 |
| ---- | --------------------------- | -------------------------------- | ---------------------------- | ---- |
| 1987 | 제11회 황금촬영상           | 신인남우상                       | 신의 아들                    | 수상 |
| 1989 | 제25회 백상예술대상         | 영화부문 남자 신인연기상         | 그녀와의 마지막 춤을         | 수상 |
| 1990 | 제11회 청룡영화상           | 남우조연상                       | 남부군                       | 수상 |
| 1991 | 제29회 대종상               | 남우조연상                       | 남부군                       | 후보 |
| 1991 | 제12회 청룡영화상           | 인기스타상                       | 아그네스를 위하여            | 수상 |
| 1991 | 제12회 청룡영화상           | 남우주연상                       | 아그네스를 위하여            | 후보 |
| 1991 | MBC 방송대상                | 남자 우수연기상                  | 고개숙인 남자, 사랑이 뭐길래 | 후보 |
| 1992 | 제28회 백상예술대상         | TV부문 남자 인기상               | 사랑이 뭐길래                | 수상 |
| 1992 | 제13회 청룡영화상           | 인기스타상                       | 미스터 맘마, 결혼 이야기     | 수상 |
| 1992 | 제13회 청룡영화상           | 남우주연상                       | 결혼 이야기                  | 후보 |
| 1992 | MBC 방송대상                | 남자 우수연기상                  | 사랑이 뭐길래                | 수상 |
| 1993 | 제29회 백상예술대상         | TV부문 남자 최우수연기상         | 걸어서 하늘까지              | 수상 |
| 1993 | 제31회 대종상               | 남자 인기상                      | 결혼 이야기                  | 수상 |
| 1993 | 제31회 대종상               | 남우주연상                       | 결혼 이야기                  | 후보 |
| 1993 | 제14회 청룡영화상           | 인기스타상                       | 가슴 달린 남자               | 수상 |
| 1993 | MBC 방송대상                | 남자 최우수연기상                | 걸어서 하늘까지, 엄마의 바다 | 후보 |
| 1995 | 제16회 청룡영화상           | 인기스타상                       | 테러리스트                   | 수상 |
| 1995 | 제16회 청룡영화상           | 남우주연상                       | 테러리스트                   | 수상 |
| 1995 | 제22회 한국방송대상         | 남자 탤런트상                    | 모래시계                     | 수상 |
| 1995 | 제31회 백상예술대상         | TV부문 남자 최우수연기상         | 모래시계                     | 수상 |
| 1995 | SBS 연기대상                | 남자 최우수연기상                | 모래시계                     | 후보 |
| 1995 | SBS 연기대상                | 대상                             | 모래시계                     | 수상 |
| 1995 | TV저널 올해의 시상식        | 탤런트부문 대상                  | 모래시계                     | 수상 |
| 1996 | 제19회 황금촬영상           | 최우수인기남우상                 | 테러리스트                   | 수상 |
| 1996 | 제32회 백상예술대상         | 영화부문 남자 최우수연기상       | 테러리스트                   | 후보 |
| 1996 | 제34회 대종상               | 남우주연상                       | 테러리스트                   | 수상 |
| 1997 | 제35회 대종상               | 남우주연상                       | 블랙잭                       | 후보 |
| 1998 | 제34회 백상예술대상         | 영화부문 남자 최우수연기상       | 블랙잭                       | 후보 |
| 1998 | SBS 연기대상                | 남자 최우수연기상                | 백야 3.98                    | 후보 |
| 1999 | 제20회 청룡영화상           | 남우주연상                       | 유령                         | 후보 |
| 2000 | 제37회 대종상               | 남우주연상                       | 유령                         | 수상 |
| 2000 | SBS 연기대상                | 빅스타상                         | 사랑의 전설                  | 수상 |
| 2001 | 제37회 백상예술대상         | 영화부문 남자 최우수연기상       | 리베라 메                    | 수상 |
| 2003 | 대한검도회                  | 공로표창                         | 빈칸                         | 수상 |
| 2003 | SBS 연기대상                | 연속극부문 남자 연기상           | 태양의 남쪽                  | 후보 |
| 2003 | SBS 연기대상                | 남자 최우수연기상                | 태양의 남쪽                  | 후보 |
| 2004 | MBC 연기대상                | 남자 최우수연기상                | 한강수타령                   | 수상 |
| 2007 | MBC 연기대상                | 사극부문 황금연기상              | 태왕사신기                   | 수상 |
| 2007 | MBC 연기대상                | 남자 최우수연기상                | 태왕사신기                   | 후보 |
| 2011 | SBS 연기대상                | 대상                             | 무사 백동수                  | 후보 |
| 2011 | SBS 연기대상                | 특별기획부문 남자 최우수연기상   | 무사 백동수                  | 후보 |
| 2013 | KBS 연기대상                | 남자 조연상                      | 칼과 꽃                      | 후보 |
| 2014 | MBC 연기대상                | 남자 황금연기상                  | 오만과 편견                  | 수상 |
| 2016 | 제5회 에이판 스타 어워즈    | 장편드라마부문 남자 최우수연기상 | 대박                         | 후보 |
| 2016 | SBS 연기대상                | 장편드라마부문 남자 최우수연기상 | 대박                         | 후보 |
| 2017 | 제10회 코리아 드라마 어워즈 | 연기대상                         | 죽어야 사는 남자             | 후보 |
| 2017 | MBC 연기대상                | 대상                             | 죽어야 사는 남자             | 후보 |
| 2017 | MBC 연기대상                | 미니시리즈부문 남자 최우수연기상 | 죽어야 사는 남자             | 후보 |
| 2023 | MBC 연기대상                | 베스트 캐릭터상                  | 넘버스 : 빌딩숲의 감시자들   | 후보 |

## 논란

### 2003년 이민발언 및 소송 사건
2003년 8월 18일에 방영된 SBS 대하드라마 《야인시대》 111회분 가운데 이승만 독재 정권에 관한 선전을 위해 연예인들을 불러모으자, 이에 반대하는 연예인들을 협박, 폭력을 가하는 장면이 나옴과 동시에 영화 배우 최무룡이 임화수에게 구타를 당하는 장면이 방송되었는데, 이 부분에 대해 최민수는 한 달 뒤 9월 29일 오후 2시에 기자회견을 열어 "이 장면은 허구이며 패소하면 이 나라를 떠나겠다."라는 발언 등으로 2억 원의 손해배상 소송을 냈다.
소송 결과는 2004년 1심에서 원고 패소, 2005년 2심에서 조정조서로 합의하였다. 그러나, 최민수는 자신이 승소는 물론, 역사적 사건마저 왜곡하는 행위를 하기도 한다.
만약 패소하면 이 나라를 떠나겠다고 말씀드린 부분은 있다. 하지만 나는 패소하지 않았다. 승소했으니 이민 안 가도 되지 않겠냐고 말할 필요는 없어 조용히 묻어놨던 것이었는데 이번 사건을 통해 회자되기에 말씀 드리는 것이다.— 《SBS '야인시대 '소송, "법원 조정에 패소안했다" 주장.》 2007년 5월 25일 기자회견 중

본 회원이 3년 전인가 연기자 최민수의 소송을 담당했는데, 이길 수 없는 소송임이 거의 명백했으나, 1심 패소 후 항소하여 억지로 조정으로 유도해 겨우 서울방송의 유감 표명을 받아 낸 사건입니다.

물론 위 사건은 승소인 것도 아니고 패소인 것도 아닌.. 굳이 말하자면 99% 패소 사건입니다.

본 회원은 '사과'를 강력 주장하였으나, 결국 '유감'으로 결론 났습니다.

청구금액에 연연하지 않는 최민수의 순수함도 확인할 수 있었습니다. 여튼... 아래의 기사와 같이 서울방송의 자그마한 양보가 결과적으로 이민을 가겠다고 공언한 최민수를 안 가도 되도록 도운 셈입니다.

최근 본 회원의 사촌 매형도 8억원이 넘는 세금을 부과 당하자 조세 소송에서 패소하면 이민가겠다고 공언을 하고 다녔는데, 다행스럽게도 1심에서 승소했습니다. 이민을 막은 게 벌써 2번째 입니다.— 네이버 카페 mmoimm 김옥올닭님 (닉네임)

임화수는 이승만, 부 부통령으로 불리던 곽영주, 자유당의 이기붕 등 절대적 권력 비호 아래 연예계 분야의 이인자 노릇 하던 인물이었고, 권력을 위해서면 출신지와 나이를 속이기는 물론, 남자 배우들에게 폭력을 가하고, 여자 배우들에겐 권력자들에게 상납하기도 하였으며, 여배우들을 정치인들의 노리개로 삼은 연예계 성상납 시스템을 만든 최초로 평가받기도 하다.
측근에 따르면 '임화수는 약한 사람을 발길로 차거나 그렇게 난폭한 사람이 아니었다'고 하지만, 여배우에게 주먹을 날린 적도 적지 않았다. 운명의 손에서 한국영화 사상 처음으로 키스신을 선보였던 윤인자는 "임화수 때 제명처분 당할 뻔했잖아. 임화수가 청와대 가면 쩍하면 여배우들 불러가고 그랬는데 ‘난 못 간다. 남편 있는 여자가 그거 왜 가니’ 그랬더니 ‘윤인자는 제명처분을 줘야 한다’고 그랬다”고 전한다. 6작품이나 가케모치(동시출연)하는 통에 제작자들의 사정으로 제명처분을 면했다는 윤씨는 반말을 지껄이는 임화수에게 대든 적도 있었다는데, “(내가) 소리를 질렀더니 (임화수가) 멋쩍어가지고. 쩍하면 주먹 나갔잖아”라고 덧붙인다. 목에 핏대 높였다가 목으로 피 토하는 상황이 비일비재했다고 한다. 또한 임화수의 비서이던 눈물의 곡절이라는 별명으로도 유명한 차민섭은 24시간을 임화수 옆에서 온갖 폭력에도 노예 비서로 일하기도 했다. 매일 폭력 당할 때마다 눈물을 흘려 '눈물의 곡절'이라는 별명이 붙여졌다.
임화수에게 구타당했던 이른바 김희갑 구타사건의 당사자 희극배우 김희갑은 사건 당시 입을 다물었던 그는 병원 침상에 누워서야 "반공 예술인단 주최 행사에 소극적이라는 이유로 구타당했다."라고 말하였고 이어 “최무룡, 김진규 등 임화수에게 안 맞은 사람이 거의 없다.”라며 “권력과 폭력의 무방비지대에 있는 자신들을 국민이 보호해달라”고 호소하였다. 그러나 김희갑 구타사건은 곽영주 등이 권력의 압박을 받으면서 합의로 끝났다. 한편, 임화수가 경찰에 불려다녔다는 이유만으로 관련인들을 불러 책임을 물었고 이 자리에서 곽영주는 “이봐, 임화수씨로 말하면 한국 예술계의 대표적 인사요, 앞으로 문교 장관이 되실 분이란 말이야”라고 말했다고 한다. 그후 전치 2개월의 진단서를 받았던 김희갑은 2주 만에 병원을 나서야 했고, 관련 경찰 책임자는 파면당했다.
당시 보도기사, 한국군사재판사(5·16 군사정변) , 유지광의 자서전 대명 등 임화수가 폭력적이라는 증거는 수두룩하다. 특히 유지광의 자서전 대명에서는 실명은 물론 노골적으로 임화수를 평가하기도 한다. 한편, 당사자인 최무룡이 역시 증언하였다. 또한 최민수는 생전에 부친인 최무룡과 초등학교 6학년 때 2개월 동안 같이 살았으며, 사이가 좋지 않은 것으로도 유명하다.
이후 최민수는 2004년 1심에서 패소 후 MBC 주말연속극 《한강수타령》으로 활동을 재개하였으며 2010년에 최민수는 묵묵부답으로 SBS 드라마 《아버지의 집》으로 활동하기도 했다.

### 대부업 광고 논란
2000년에 이어 2007년 최민수는 아내 강주은과 함께 출연한 대부업 업체 광고로 논란을 낳았다.

### 노인 폭행 무혐의
2008년 4월 21일 서울 용산구 이태원동에서 70대 노인과 실랑이를 벌이다 폭행한 혐의로 불구속 입건된 후 노인 폭행과 협박 혐의를 조사한 서울 서부지검이 무혐의 처분을 내렸다. 이 사건을 맡았던 서울 서부지검 404호 담당자는 스포츠동아와의 통화에서 “26일 밤 무혐의로 최종 결론 났다. 폭행은 피해자와 합의했고 처벌을 원치 않아 공소권이 없고 흉기를 사용하며 협박한 부분이 무혐의로 결정됐다”고 말했다.
최민수가 하얏트 호텔에서 볼일을 본 뒤 이태원 쪽으로 자신의 차를 직접 운전하고 내려오다 벌어진 일이다. 한 음식점 손님들의 도로 앞 불법 주차로 교통 정체가 생기면서 최민수가 불법 주차 차량을 옮겨 줄 것을 건의하자 한 노인분이 먼저 도발을 해왔다. 그는 바로 앞 건물의 업소 주인이었고, 나중에 그의 딸과 아들 등 가족들이 나와 가세하면서 다툼으로 이어졌다. 당시 언론과 여론은 노인의 말만 듣고 진실 여부를 확인하지 않고 최민수에게 불리한 거짓 상황들을 보도 하였고 그가 사건 당시 기자회견을 열고 무릎을 꿇은 채 대국민 사과를 하였다. 그는 "어떤 이유로도 이번 일은 용서받을 수 없다. 머리 숙여 사죄드린다. 국민 앞에서 떳떳하고 정당해야 할 배우가 그렇게 못했다. 내 자신이 나를 용서 못하겠는데 누가 용서하겠는가? 만약 (폭행혐의가) 사실로 밝혀지면 나를 용서하지 말라"고 했다. 70세 노인과 말다툼을 벌린 일 자체만으로 고개를 숙였다. 추후 업소 주인이었던 70세 노인의 언론 인터뷰 내용이 거짓이었음이 밝혀졌음에도 어떤 언론도 그 사실을 보도하거나 최민수에게 사과의 기사를 싣지 않았다.

## 가족 관계
- 아버지 : 최무룡 (1928년 2월 25일 ~ 1999년 11월 11일)
- 어머니 : 강효실 (1932년 2월 10일 ~ 1996년 11월 2일)
- 배우자 : 강주은 (1971년 4월 15일 ~ )
  - 장남 : 최유성 (1996년 ~ )
  - 차남 : 최유진 (2001년 ~ )

## 대인 관계
독고영재, 허준호, 박준규와는 각자의 아버지들(독고성, 최무룡, 허장강, 박노식)끼리 서로 절친한 사이라서 그 아들들끼리도 친분이 있다. 한 때 사랑이 뭐길래로 인해 이들 중에서 최민수 혼자만 스타덤에 오르자 나머지 구성원들은 아직 인기가 없었는데 최민수는 친한 사람들끼리 같이 출연해보려고 엄마의 바다에 주연으로 캐스팅되자 허준호와 독고영재를 같이 캐스팅하는 조건으로 캐스팅에 응했다. 웃긴 점은 작중에서 허준호가 독고영재를 엄청나게 구타한다는 점이다.